# روري ماكدونالد
روري ماكدونالد هو فنان قتال مختلط كندي، ولد في 22 يوليو 1989 في كينيل في كندا.

## وصلات خارجية
- روري ماكدونالد على موقع يو إف سي (الإنجليزية)
- روري ماكدونالد على موقع بيلاتور (الإنجليزية)
- روري ماكدونالد على موقع شيردوغ (الإنجليزية)
- روري ماكدونالد على موقع Tapology.com (الإنجليزية)
- روري ماكدونالد على موقع IMDb (الإنجليزية)
- روري ماكدونالد على موقع قاعدة بيانات الفيلم (الإنجليزية)